# Euclid (ruimtetelescoop)
Euclid is een missie van de Europese Ruimtevaartorganisatie (ESA) om de geometrie van het heelal in kaart te brengen en is vernoemd naar de Griekse wiskundige Euclides van Alexandrië, de grondlegger van de meetkunde. Euclid werd op 1 juli 2023 gelanceerd.

## Missie
Deze missie zal de relatie tussen de afstand (roodverschuiving) en de evolutie van de kosmische structuren onderzoeken (zie Wet van Hubble). Dit zal gebeuren door van sterrenstelsels en clusters van sterrenstelsels de vorm en de roodverschuiving te meten tot een roodverschuiving van z ~ 2. Dit wil zeggen dat men tot 10 miljard jaar terug in de tijd zal kijken. Aldus wordt de hele periode bestreken die de donkere energie nodig had om de kosmische expansie te versnellen. Tot dertig jaar geleden dachten astronomen dat het heelal praktisch helemaal uit materie was opgebouwd: protonen, elektronen en neutronen. Maar de bewegingen van de sterrenstelsels werpen vragen op die niet kunnen verklaard worden door de massa die de zichtbare materie vertegenwoordigt. Er moeten andere vormen van aantrekking en afstoting werkzaam zijn. Recente berekeningen tonen aan dat de gewone (zichtbare) materie slechts 4% van de totaal aanwezige massa in het heelal uitmaakt. De andere vormen van massa zijn donkere materie (20%) en donkere energie (76%).
Door de donkere energie, die afstotend werkt, zou de expansie versneld worden. Deze eigenschap kan echter door de bekende fysische wetten niet verklaard worden.
De donkere materie werkt net als de gewone materie, aantrekkend. Haar aard is echter onbekend. Voor de hand liggende kandidaten zijn de supersymmetrische extensies van het standaardmodel van elementaire deeltjes. Plausibele deeltjes voor de koude donkere materie zijn het axion en het lichtste superdeeltje. Voor de hete donkere materie komen de massieve neutrino's in aanmerking.

## Kosmologische sondes
Twee principes zullen aangewend worden om het heelal in kaart te brengen:
1. Zwakke zwaartekrachtslens: is een methode om donkere materie in kaart te brengen door vervormingen te meten van stelsels ten gevolge van ongelijkmatige massaverdelingen.
2. Baryonisch-akoestische oscillaties (BAO): zijn regelmatige, periodieke fluctuaties in de dichtheid van de zichtbare, baryonische materie ten gevolge van akoestische golven die bestonden in het vroege heelal.

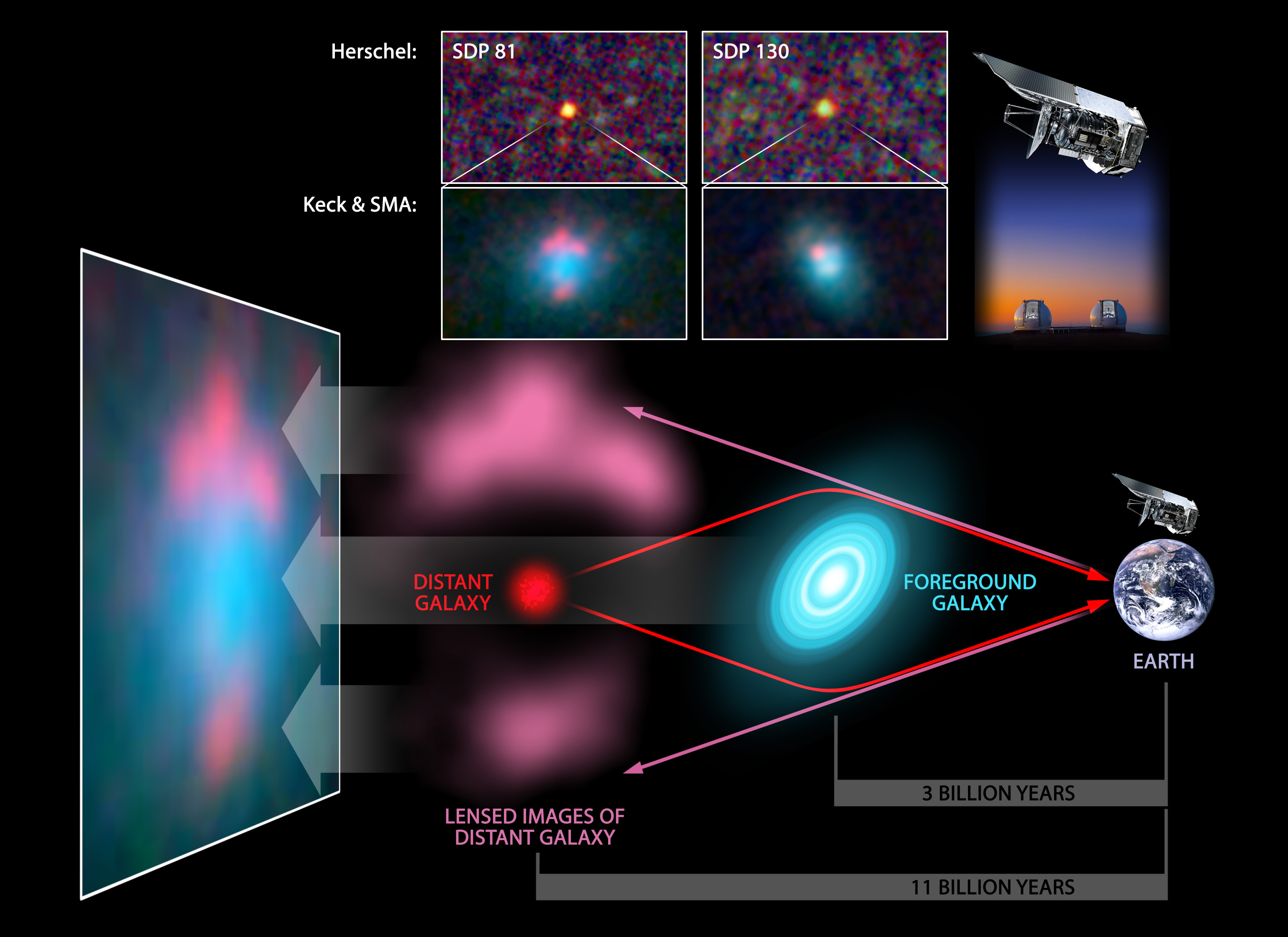
Zwaartekrachtslens

De zwakke zwaartekrachtslens vereist een beeld van zeer hoge kwaliteit omdat eventuele optische fouten moeten uitgefilterd worden om uiteindelijk de ware afwijkingen ten gevolge van de massawerkingen te kunnen bepalen.
De baryonisch-akoestische oscillaties vereisen een meting van de roodverschuiving van de sterrenstelsels van beter dan 0,1%.
Combinatie van beide methoden levert volgende resultaten op:
1. Onderzoek van donkere energie door nauwkeurige meting van zowel de acceleratie als de variatie in de acceleratie op verschillende leeftijden van het heelal.
2. Test van de Algemene Relativiteitstheorie op kosmische schaal.
3. Onderzoek van de aard van donkere materie door het in kaart brengen van de ruimtelijke verdeling van de donkere materie.
4. Verfijnen van de beginvoorwaarden van het heelal omdat dit de kiemen waren van de huidige structuren.

## Instrumenten
Euclid bevat twee instrumenten:
1. Visible-light imager (VIS): voor waarnemingen van zichtbare straling (licht)  (530-920 nm).
2. Near-infrared spectrometer (NISP): spectrometer in het nabije infrarood (920-2020 nm).

Een speciale plaat zal het inkomende licht splitsen naar de twee apparaten zodat de waarnemingen gelijktijdig kunnen gebeuren. Het licht zal gedetecteerd worden door zestien detectors die elk uit 2040 x 2040 pixels bestaan. Zij hebben een waarnemingshoek van iets meer dan tweemaal volle maan. Zij zijn gemaakt van een mengsel van kwik, cadmium en telluride en zijn ontworpen om te werken bij zeer lage temperaturen. De assemblage zal gebeuren in het Laboratoire d'Astrophysique de Marseille.
De Universiteit Zürich in Zwitserland heeft met behulp van de supercomputer "Piz Daint" een simulatie gemaakt van de vorming van het hele heelal. Zo creëerde men een catalogus van 25 miljard virtuele galaxieën. Deze catalogus zal in het geheugen van Euclid geplaatst worden en NISP zal deze vergelijken met zijn waarnemingen.
In deze simulatie wordt bestudeerd hoe het fluïdum van donkere materie zou geëvolueerd zijn onder zijn eigen zwaartekracht. De donkere materie zou halo's gevormd hebben en in deze halo's zouden de sterrenstelsels ontstaan zijn. Niet alle donkere materie werd omgezet in zichtbare materie. De overblijvende donkere materie beïnvloedt nu nog altijd de bewegingen van de zichtbare materie. Dit is de aanleiding tot het onderzoek naar donkere materie.

## Nieuwe fysica
Euclid kan nieuwe fysica ontdekken door alle facetten van het kosmologisch model opnieuw te toetsen. ESA had eerder al een gelijkaardige missie gehad: de Planckmissie. Euclid is eigenlijk een driedimensionale uitbreiding van deze missie door praktisch de halve hemel waar te nemen. De resolutie van 0,2 boogseconden kan alleen in de ruimte gehaald worden en is vergelijkbaar met de ruimtetelescoop Hubble.
Na de metingen van Euclid kunnen in de toekomst de waarnemingen met radio en x-stralen samen gebruikt worden met de roodverschuivingen, wat een enorme tijdswinst zal opleveren.

## Lancering & ruimtereis
Oorspronkelijk zou een Sojoez ST-raket van Arianespace voor de lancering worden gebruikt. Dat rakettype was door de gevolgen van de Russische inval in Oekraïne in 2022 niet meer te lanceren. Rusland trok het technisch personeel terug van de Europese lanceerbasis in Frans Guyana en ESA verbrak de verdere samenwerking met Roskosmos. ESA boekte daarop een lancering bij SpaceX.
Euclid is op 1 juli 2023 rechtstreeks in een transferbaan gebracht met een Falcon 9 draagraket vanaf Cape Canaveral Space Force Station Lanceercomplex 40 in Florida. Iets meer dan acht minuten na de lancering die om 15:12 UTC plaats had bereikte de tweede trap een parkeerbaan om de Aarde. Ruim zeventien minuten na de lancering startte de tweede trap zijn motor nogmaals om Euclid in 90 seconde naar de geplande overgangsbaan te brengen. 41 minuten na de lancering werd de sonde losgekoppeld van de raket. De tweede dag, wanneer de sonde stabiel was na de lancering, werd een koerscorrectie doorgevoerd.
De ruimtereis van 1,5 miljoen kilometer naar het tweede zon-aarde lagrangepunt L2 duurde 27 dagen. Dit virtueel punt in de ruimte werd gekozen omdat het relatief eenvoudig te bereiken is. De straling is er relatief laag en het is ver verwijderd van het aarde-maan systeem zodat beïnvloeding van de baan minimaal is. De aantrekkingskracht van de aarde en de zon zijn er samen ongeveer gelijk aan de middelpuntvliedende kracht van de satelliet in haar baan om de zon. Door de stabiele baan is slechts om de dertig dagen een koerscorrectie nodig. Zo kan de sonde zonder veel energie in een baan rond de zon blijven draaien.
Bijkomend voordeel is dat Euclid vanop lagrangepunt L2 de zon, de aarde en de maan altijd achter zich kan houden, waardoor de ruimtetelescoop vrij zicht heeft op het heelal om gedurende zes jaar de vorm, posities en afstanden van miljarden (verre) sterrenstelsels in kaart brengen.
Omdat er een grote gegevensstroom verwacht wordt, wordt voor de transmissie van wetenschappelijke gegevens gekozen voor de K-band (25,5-27 GHz) die een bandbreedte heeft van 55 Mbit/s.

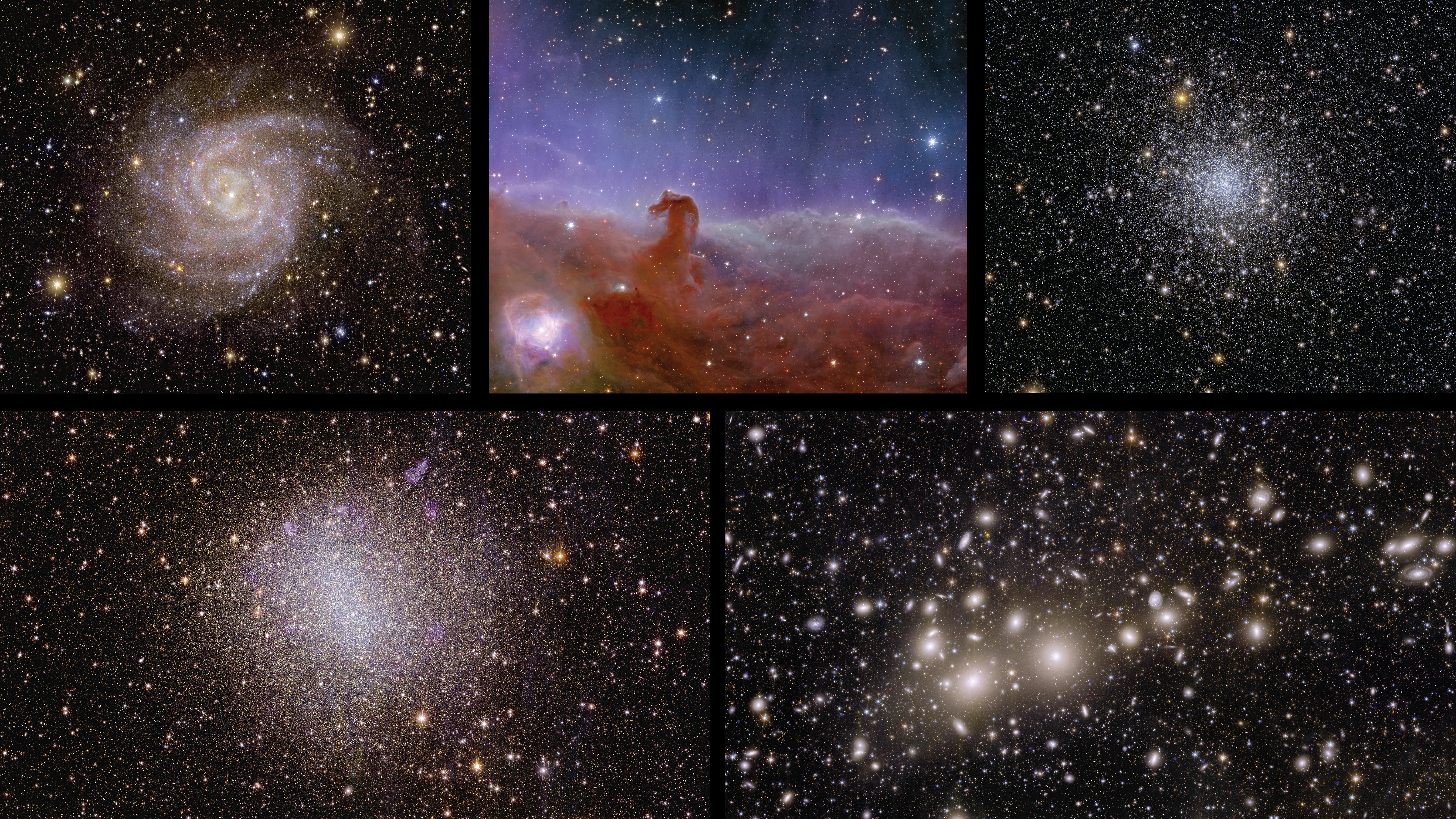
Enkele van de eerste gepubliceerde foto's

Op 7 november 2023 werden de eerste foto's van Euclid gepresenteerd. Op de foto's was onder andere de Paardenkopnevel te zien. De foto's waren zeer scherp en lieten zien dat de telescoop klaar was om een gedetailleerde 3D-kaart van het heelal te maken. Op 19 maart 2025 gaf de Euclid-missie haar eerste reeks onderzoeksgegevens vrij, waaronder een voorproefje van haar diepe velden. Hier staan honderdduizenden sterrenstelsels in verschillende vormen en groottes centraal en laten ze een glimp zien van hun opstelling in het kosmische web.

## Grondsegment
Tijdens zijn levensduur zal Euclid een nooit geziene hoeveelheid gegevens naar de aarde zenden: 850 Gbit gecomprimeerd per dag. Er wordt compressie zonder verlies gebruikt met een factor van 2 à 3. Dit is wat het grondsegment moet aankunnen. De sturing van de satelliet en andere huishoudelijke taken zullen offline uitgevoerd worden. De satelliet is in staat zelf problemen op te lossen zodat het grondsegment zich niet moet bezighouden met de besturing.
De transmissie voor de huishoudelijke taken zal plaatsvinden in de X-Band (8,0-8,4 GHz). Het netwerk van grondstations tijdens de lancering en initiële fase van de missie zal bestaan uit de 15-meter antenne in Kourou en de 35-meter antennes in New Norcia in Australië (Perth) en Cebreros nabij Madrid, ofwel de Cebreros antenne in combinatie met de antenne in Maspalomas op Gran Canaria. Deze configuratie geeft een 24 uren dekking tijdens deze kritieke fase van de missie.
Voor alle andere fasen worden het Cerebros en het Malargüe grondstation in Argentinië gebruikt. Beide zijn met K-bandontvangers uitgerust. Er zal dagelijks gedurende vier uren verbinding zijn met Euclid. Voor de rest van de dag is Euclid op zichzelf aangewezen.
De missie wordt gevolgd vanuit het vluchtleidingscentrum ESOC van ESA in Darmstadt (Duitsland). Van hieruit wordt de telescoop bestuurd en zullen de ruwe wetenschappelijke gegevens naar het grondsegment worden gestuurd.